# 小行星22692
小行星22692（22692 Carfrekahl）是一颗绕太阳运转的小行星，为主小行星带小行星。该小行星于1998年8月26日发现。

## 轨道参数
小行星22692的轨道半长轴为3.3726796 UA，离心率为0.171。